# کامل انجینی
کامل انجینی (زاده ۱۷ اردیبهشت ۱۳۳۳ - کربلا) بازیکن سابق فوتبال زاده عراق اهل ایران است.
وی سابقه بازی در باشگاه‌های تهران جوان، تراکتورسازی و پیام تهران را در کارنامه دارد. انجینی همچنین ۳ بازی و ۴ گل برای تیم ملی فوتبال ایران در کارنامه دارد.